# حامل (فیلم)
حامل (انگلیسی: Carriers) یک فیلم آمریکایی در ژانر پسارستاخیزی به کارگردانی و نویسندگی الکس و دیوید پاستور است که در سال ۲۰۰۹ از سوی پارامونت ونتیج منتشر شد. پایپر پرابو، کریس پاین، امیلی ونکمپ و لو تیلور پاچی در نقش چهار بازمانده از همه‌گیری ویروسی تلاش می‌کنند تا در میان تهدید‌های آلوده شدن به ویروس زنده بمانند. در سال ۲۰۰۶ فیلم‌برداری حامل به اتمام رسید و به دنبال موفقیت پاین در فیلم پیشتازان فضا، این فیلم نیز در سال ۲۰۰۹ در ایالات متحده اکران شد. حامل با نظرات مثبت منتقدان که از داستان، فضاسازی و اجرای تیم بازیگری تمجید کردند، همراه بود و ۵.۸ میلیون دلار فروش رفت.
حامل در طول دنیاگیری کووید-۱۹، یک تحلیل گذشته‌نگر مثبت از سوی کریس ساوین از اسکرین رانت (وبگاه خبری فیلم و سریال) دریافت کرد.

## داستان
یک ویروس عفونی در سراسر جهان گسترش پیدا کرده‌است و اکثر مردم را کشته‌است. برایان و دنی، دو برادر، به همراه دوست‌دختر برایان، بابی و دوست دنی، کیت برای در امان ماندن از ویروس، سفری را به ترتل بیچ، ساحلی در فلوریدا که برایان و دنی دوران کودکی‌شان را در آنجا سپری می‌کردند، ترتیب می‌دهند.
در هنگام سفر، گروه با فرانک و دختر آلوده‌اش، جودی، مواجه می‌شوند که سوخت خودروی آن‌ها تمام شده‌است. گروه موفق می‌شود از دست فرانک که به آن‌ها حمله می‌کند، فرار کنند، اما در میانه راه ماشین آن‌ها خراب می‌شود و مجبور می‌شوند تا از فرانک و جودی کمک بخواهند. با اصرار فرانک، آن‌ها به دبیرستانی در همان حوالی می‌روند، جایی‌که شایعه شده‌است سرمی برای درمان ساخته شده‌است. به محض رسیدن فرانک، برایان، دنی و کیت متوجه می‌شوند که سرم دیگر کار نمی‌کند و آخرین پزشک باقی‌مانده سعی در نابودی خودش و گروهی از افراد آلوده دارد. در همین حال، بابی توسط جودی به ویروس آلوده می‌شود اما او این موضوع را از دیگران پنهان می‌کند. فرانک وسیله نقلیه خود را به برایان می‌دهد و از او می‌خواهد که آنجا را ترک کنند.
گروه در هتلی توقف می‌کنند، غافل از اینکه هتل توسط افراد بازمانده مسلح اشغال شده‌است. وقتی بازماندگان برمی‌گردند، گروهی از زنان بابی را نزد خود نگه می‌دارند تا عفونت او را کشف کنند و به بقیه گروه دستور فرار می‌دهند. در میانه راه که سوخت خودروی گروه کم است، برایان دو زن را می‌کشد تا از سوخت خودروی آن‌ها استفاده کند، اما در اثر اصابت گلوله زخمی می‌شود. دنی در حین درمان برایان، متوجه می‌شود که برایان به ویروس آلوده شده‌است. او سعی می‌کند برایان را در همان شب ترک کند اما برایان دنی را مجبور می‌کند تا او را بکشد. صبح روز بعد دنی و کیت به ترتل بیچ می‌رسند، دنی متوجه که مکانی که در دوران کودکی برایش خاص بود، اکنون بدون برادرش متروک به نظر می‌رسد.

## بازیگران
- لو تیلور پاچی در نقش دنی
- کریس پاین در نقش برایان
- پایپر پرابو در نقش بابی
- امیلی ونکمپ در نقش کیت
- کریستوفر ملونی در نقش فرانک
- کرنان شیپکا در نقش جودی
- مارک موزس در نقش پزشک